# Chlorochaeta ornataria
Chlorochaeta ornataria là một loài bướm đêm trong họ Geometridae.